# Freiwilligen-Legion Norwegen

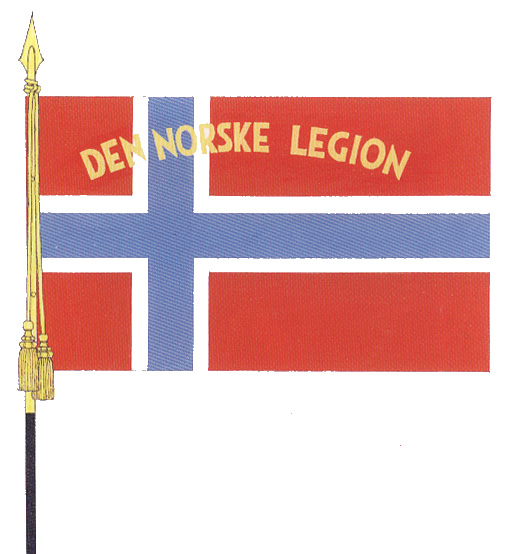
Standarte

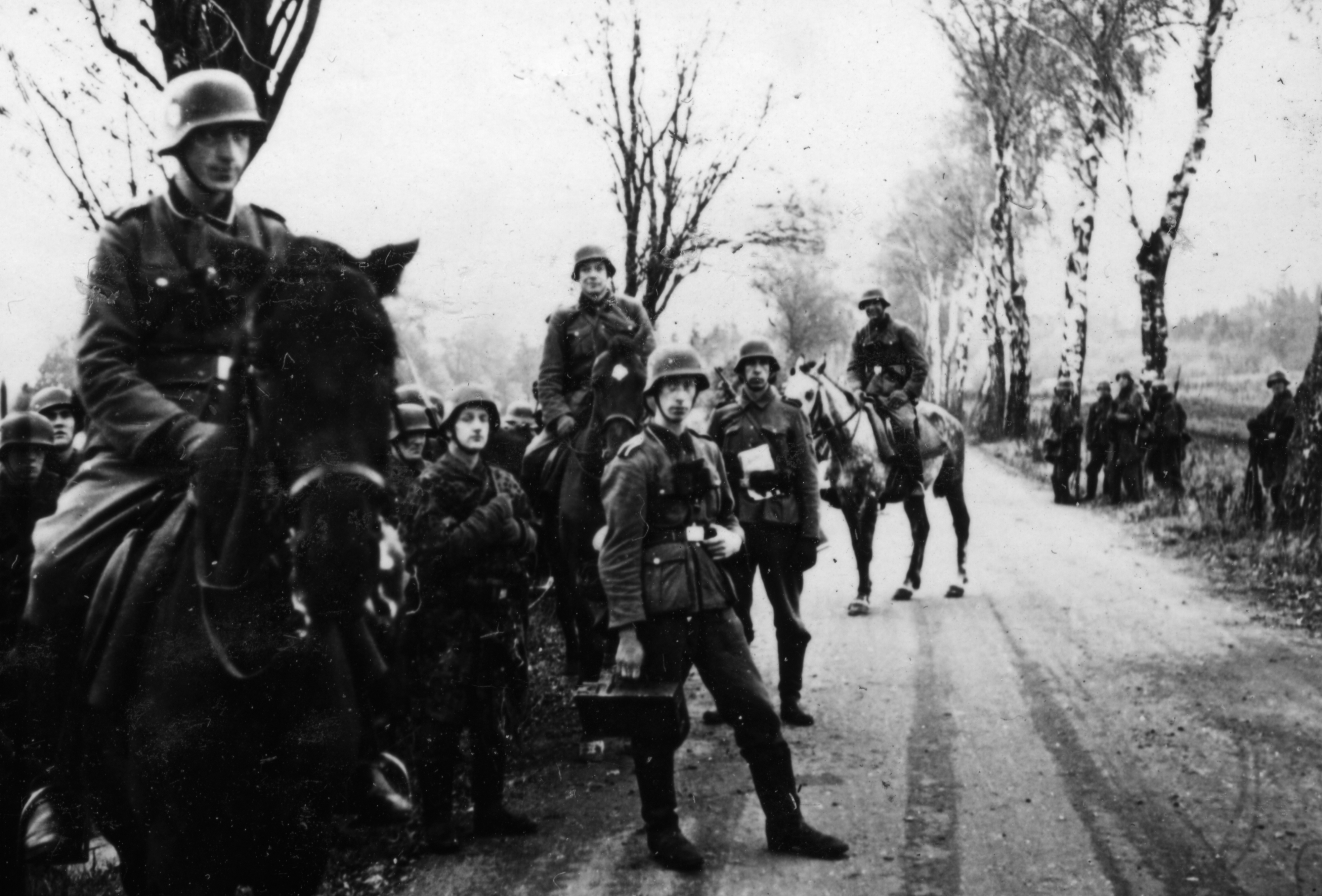
Angehörige der Legion „Norwegen“ in Nordrussland, Sommer 1942

Die Freiwilligen-Legion Norwegen (norwegisch: Den Norske Legion) war eine norwegische Formation der Waffen-SS im Zweiten Weltkrieg. Sie wurde am 29. Juni 1941 im deutsch besetzten Norwegen gegründet, um die Kriegsziele des nationalsozialistischen Deutschlands zu unterstützen. Die Einheit wurde 1943 aufgelöst.

## Geschichte
Die Einheit setzte sich aus Freiwilligen zusammen, denen zugesichert wurde, dass es sich um eine norwegische Einheit mit norwegischen Offizieren, Uniformen und Sprachen handeln und der Einsatzbereich Finnland sein würde. Stattdessen wurde die Einheit nach Nordrussland in die besetzte Sowjetunion zur Heeresgruppe Nord entsandt. Dies wurde von den Deutschen getan, um zu vermeiden, dass norwegische Gebietsansprüche auf die Kola-Halbinsel und die finnische Petsamo-Region, die von der Marionettenregierung von Vidkun Quisling gewünscht wurden, gestärkt wurden. Ursprünglich hoffte Quisling, über 30.000 norwegische Legionäre nach Finnisch-Lappland zu entsenden, was jedoch sowohl von den Deutschen als auch von den Finnen abgelehnt wurde. 
Im Februar 1942 wurde die Legion in Krasnoje Selo bei Puschkin stationiert. Im Mai 1942 wurde die Einheit abgezogen und kehrte im Juni 1942 dorthin zurück. Die Legion verließ die besetzte Sowjetunion 1943, nachdem sie große Verluste erlitten hatte. Während dieser Zeit wurde sie von der 1. SS und der Polizei unter dem Kommando des Leiters der norwegischen Allgemeinen SS, Jonas Lie verstärkt. Die Legion wurde im März 1943 aufgelöst. Das Personal, das den SS-Dienst fortsetzen wollte, wurde in die 11. SS-Freiwilligen-Panzergrenadier-Division „Nordland“ versetzt.